# Tormenta tropical Beryl (1994)
La tormenta tropical Beryl fue la segunda tormenta nombrada de la temporada de 1994. Beryl se originó al norte de Puerto Rico como un área de baja presión, y luego pasó por Florida, y entró en el Golfo, donde se convirtió en una depresión tropical. La tormenta tubo advertencias sobre ella durante cinco días, sus vientos alcanzaron un máximo de 95 km/h (59 mph) antes de disiparse sobre el noreste de Estados Unidos. Beryl causó 73 millones dólares (1994 USD) en daños, sobre la parte oriental de los Estados Unidos. La mayoría de los daños fueron por los tornados y las inundaciones de la tormenta tropical. Beryl causó heridas leves o moderadas, y una muerte.

## Historia meteorológica

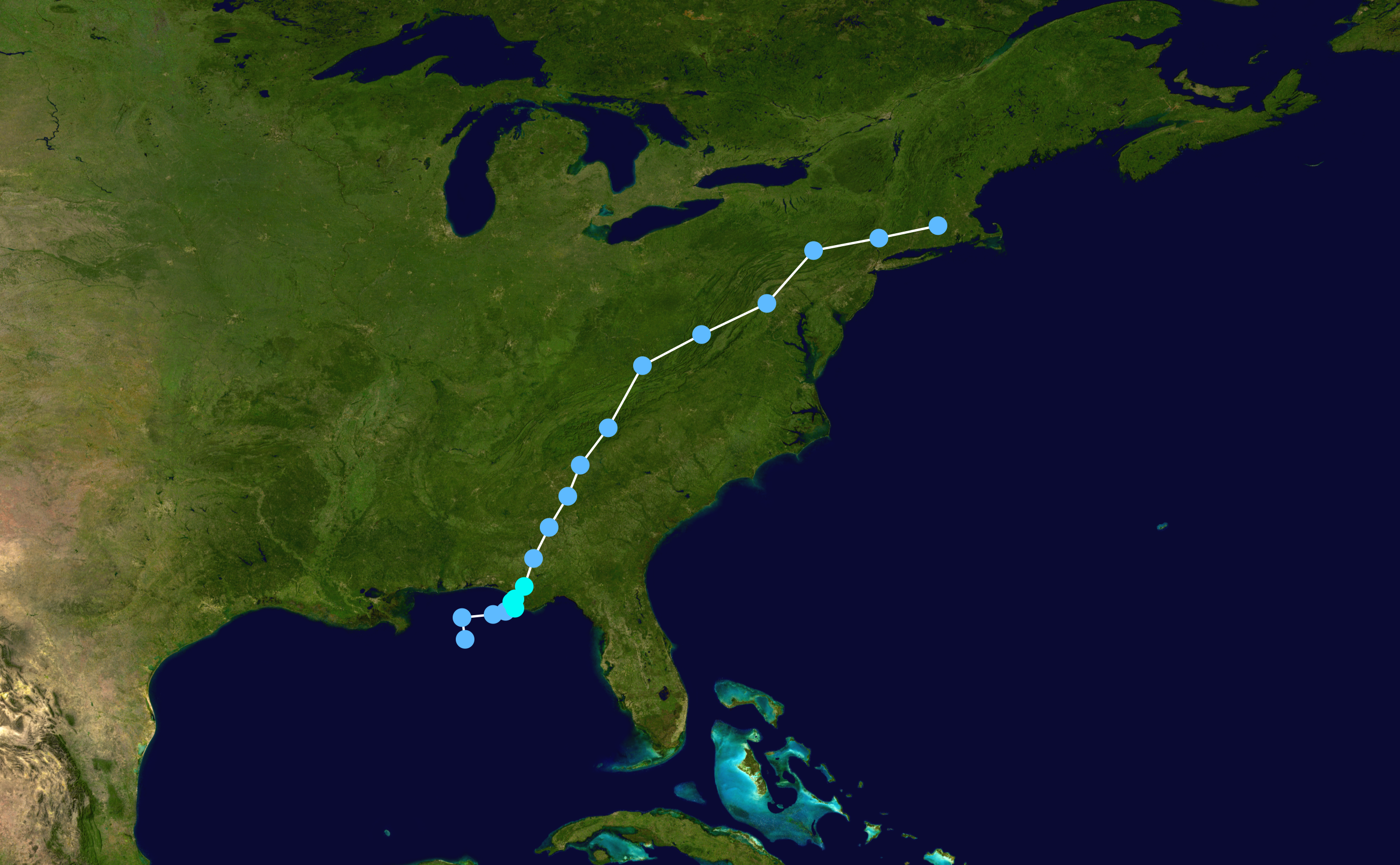
Trayectoria de Beryl.

Una gran zona de baja presión se desarrolló sobre el sudeste del océano Atlántico se encontraba situada al norte de Puerto Rico el 9 de agosto. La alteración se trasladó hacia el oeste, y se debilitó debido a un frente en los niveles superiores de la atmósfera, había evidencias de un bajo o medio nivel de circulación en la costa suroeste de Florida el 12 de agosto. Al día siguiente, las observaciones de superficie y los informes de los buques sugirió la presencia de un débil sistema con una presión de 1014 mb. Al avanzar hacia el norte-noroeste, una nube-patrón fue identificada en las imágenes del satélite. Basado en datos de observaciones de superficie, imágenes de satélite e información de aeronaves de reconocimiento, el sistema se estima que se ha convertido en una depresión tropical a las 1200 UTC del 14 de agosto, a la vez, la depresión se encuentra a unos 190 km al sur de Pensacola, Florida.

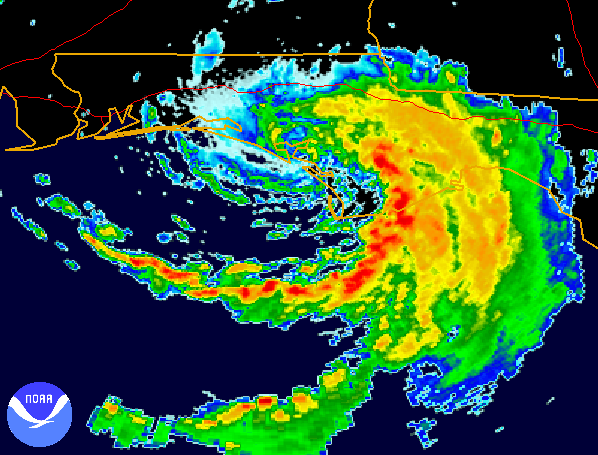
NEXRAD imagen de la tormenta tropical Beryl entrando en tirra en Florida.

La depresión giró lentamente hacia el norte después de ser nombrada, mientras que su centro pobremente definido de la circulación se fue organizando. Entre 1630 y 2011 UTC del 14 de agosto, el sistema era casi estacionaria, pocas horas después, hay indicios de que el centro de la tormenta se reforma al este de su ubicación original. La depresión siguió lentamente hacia el este-noreste, mientras producía lluviaa en todas partes de Florida. Cada vez mejor organizada, la depresión se fortaleció y convirtió en tormenta tropical Beryl el 15 de agosto. Posiblemente influenciada por una mesoescala apareció al sur de la circulación de Beryl, el centro de la circulación comenzó a moverse de forma errática después de haber sido actualizado. Sin embargo, en respuesta a que una depresión se acercaba, la tormenta giró hacia el norte y llegó a tierra cerca de Ciudad de Panamá, Florida a las 0000 UTC del 16 de agosto. Los vientos generaron inundaciones costeras a lo largo de la costa, e incluso después de que la tormenta se moviera hacia el interior, vientos fuertes se registraron en el área de la Bahía Apalachee.
De 12 horas después de trasladarse a tierra, Beryl se debilitó a depresión tropical. Con el aumento de movimiento hacia adelante, la depresión continuó hacia el norte-noreste. A las 1800 UTC la depresión estaba situada al sur de Atlanta, Georgia; debilitándose lentamente, los restos de la tormenta fueron identificados cerca de Asheville, Carolina del Norteel 17 de agosto. Mientras estaba sobre Maryland, la precipitaciones se extendieron sobre el Medio-Atlántico, Nueva York, y Nueva Inglaterra. A lo largo de la costa este, el sistema dio lugar a fuertes precipitaciones y tornados. El frente continuó hacia el noreste, después de pasar por Connecticut, fue absorbido por una borrasca el 19 de agosto.

## Preparativos
Antes de la tormenta, un aviso de tormenta tropical fue publicado desde Pensacola, Florida a Cayo Cedar el 15 de agosto. Más tarde ese día, el aviso fue reemplazado por una advertencia de tormenta tropical que se extendía desde Fort Walton Beach a Yankeetown. La advertencia fue interrumpida en las zonas al oeste de Apalachicola, Florida, y a las 1200 UTC del 16 de agosto, todos los avisos y advertencias de ciclones tropicales se levantaron. Inicialmente, los avisos públicos emitidos por el Centro Nacional de Huracanes de la tormenta, advirtieron principalmente de fuertes lluvias, cuando se espera que se mantuviera como un ciclón débil. Sin embargo, cuando la tormenta se desaceleró en el movimiento hacia delante y tuvo un potencial de mayor intensificación, las advertencias hicieron hincapié en la posibilidad de inundaciones costeras. Avisos de tornado fueron emitidas para partes de Florida. Y avisos y alertas de inundación repentinas fueron declaradas también para partes del estado.
Avisos y advertencias de inundaciones repentinas, y avisos de tornados fueron publicadas por partes de Georgia cuando Beryl avanzó hacia el interior. También hubo avisos de inundaciones repentinas para Carolina del Sur, Carolina del Norte, Virginia, Virginia Occidental y Maryland. Un aviso de tornado fue declarado para las partes central y este de Carolina del Norte el 17 de agosto; avisos similares fueron hechos para partes de Nueva Jersey, Delaware, Maryland y Virginia. Y avisos de inundaciones fueron hechos para el norte de Nueva York.

## Impacto
La tormenta tropical Beryl fue un sistema débil, y a diferencia de Alberto, su movimiento rápido hacia el litoral este de los Estados Unidos extendió sus fuertes lluvias en una gran superficie. Beryl causó inundaciones tierra adentro a medida que avanza a través de Georgia, las Carolinas, y Connecticut. Los daños materiales se estimaron en 73 millones dólares (1994 USD). De los cuales 5,9 millones de dólares de daños fueron en Florida, 40 millones de dólares en Carolina del Sur, 15 millones en Virginia y 12 millones en Nueva York, con otros Estados con daños más pequeños. Aunque no se produjeron muertes causadas por Beryl, un gran número de personas resultaron heridas por los 37 tornados que produjo.

### Florida
Las ostras en la Bahía de Apalachicola no pudieron ser cosechadas en el primer invierno de 1994, por los sedimentos de los ríos, debido a los 230 mm de lluvia.
Se produjeron mareas de 1 a 1,5 metros, con una gran área que recibió de 125 a 250 mm de lluvia.
No hubo ni muertes ni heridos grabes en Florida. Los residentes informaron de que hubo mucho viento en sus zonas.

### Georgia y las Carolinas
Cayeron 254 mm de lluvia en 24 horas, en Georgia. Y se confirmó 345 mm en Tallulah Falls al nor-este de Georgia.
Una portavoz del Condado de Thomas dijo que las carreteras estaban inundadas, pero transitables por vehículos. También dijo que "realmente no tenemos nada que haya volado tan lejos como puentes y alcantarillas, pero tenemos una gran cantidad de árboles derribados."
Hubo un tornado al este de Atenas, que destruyó una casa y una tienda. Sin embargo, no se reportaron heridos.
1ayeron 254 mm de lluvia en 24 horas, en Carolina del Norte y del Sur. Un total de 37 millones de dólares en daños debidos a las tormentas y los tornados, se produjeron en los dos estados.
Hubo varios tornados debidos a la tormenta en Lexington, Carolina del Sur, al oeste de Columbia. El centro comercial Village Center se derrumbó, como consecuencia de un tornado F3, que se tradujo en 35 personas heridas, ninguno de gravedad, y dos personas desaparecidas inicialmente. 25 personas fueron trasladadas a Lexington Medical Center, en su mayoría por cortes, magulladuras y huesos rotos o dislocados. 40 a 50 edificios en total, fueron dañados o destruidos. El tornado F3 se movió por 8 km, hasta llegar al Lago Murray.
Otro tornado F3 golpeó a 6,5 km al sur de Lexington.
Otros tres tornados golperaron en el condado de Lexington.
Un tornado F1 toco suelo entre 11:09-11:30 AM hora local, en una zona rural, fue de 70 m de ancho, y su trayectoria fue de 8 km de largo. Se volcó una caravana en la intersección de las autopistas 64 y 301, provocando una lesión grave.

### Medio Atlántico
Las tormentas asociadas con los remanentes de Beryl dejaron de 76 to 130 mm de lluvia en partes de Maryland. Los arroyos en la región se elevaron a niveles altos, y se informó de inundaciones de carreteras, patios y sótanos.

### Nueva York y Nueva Inglaterra
Beryl produjo generalmente precipitaciones de 25 a 76 mm en las partes central y este del estado de Nueva York, con máximos de 110 mm. Las precipitaciones llevaron a inundaciones repentinas en el río Susquehanna y el oeste de Catskills. Numerosos arroyos y ríos se desbordaron, provocando daños por inundaciones extensas. Los condados de Tioga, Steuben, y Chemung fueron las zonas más afectadas. En el Condado de Chemung, los daños de la tormenta se estiman en $5 millones (1994 USD), más de la mitad de las cuales fueron en la ciudad de Southport. Varios puentes y más de 25 viviendas fueron dañadas, entre 60 y 70 residentes en el condado se vieron obligados a evacuar. Los restos de Beryl causaron 650.000 dólares (1994 USD) en daños en el condado de Steuben, donde un hombre fue rescatado de las aguas por el departamento de bomberos local. El condado de Tioga recibió $1,5 millones (1994 USD) en daños, una mujer en la ciudad de Tioga se ahogó después de intentar salir de su vehículo varado. Las aguas de la inundación entraron en el Ayuntamiento de Waverly, además de en varios negocios. Algunos registros de la ciudad resultaron dañados. Al menos 14 viviendas fueron dañadas en el Condado de Otsego, siete carreteras sufrieron daños severos, incluyendo partes de la ruta 7 del estado de Nueva York, que fue obligada a cerrar durante varias horas. En otras partes del estado, las inundaciones alcanzaron de 0,61 a 0,91 m, con las carreteras y los sótanos en toda la región inundados. El daño total en Nueva York fue de $12 millones (1994 USD).
Ligera y moderada lluvia se extendió a gran parte del sur y centro de Nueva Inglaterra, en particular en partes de Connecticut, y Massachusetts. Las precipitaciones alcanzaron un máximo de 135 mm en West Hartford, Connecticut.